# Sarmaturbo superbus
Sarmaturbo superbus là một loài ốc biển đã tuyệt chủng, thuộc họ Turbinidae.

## Phân bổ
Loài này được ghi nhận từng xuất hiện ở cùng biển New Zealand.